# IC 2312/1
IC 2312/1 је спирална галаксија у сазвијежђу Рак која се налази на листи објеката дубоког неба у Индекс каталогу.
Деклинација објекта је + 18° 30' 30" а ректасцензија 8h 20m 53,2s. Привидна величина (магнитуда) објекта IC 2312 износи 15,2 а фотографска магнитуда 16,0.